# Jean-Philippe Le Guellec
Jean-Philippe Le Guellec (Kingston, 31 luglio 1985) è un ex biatleta canadese.

## Biografia
In Coppa del Mondo esordì il 26 novembre 2005 a Östersund (16°) e ottenne l'unica vittoria, nonché unico podio, il 1º dicembre 2012 nella medesima località.
In carriera prese parte a tre edizioni dei Giochi olimpici invernali, Torino 2006 (59° nella sprint, 48° nell'individuale) e Vancouver 2010 (6° nella sprint, 13° nell'individuale, 11° nell'inseguimento, 30° nella partenza in linea, 10° nella staffetta) e Soči 2014 (5° nella sprint, 35° nell'individuale, 26° nell'inseguimento, 10° nella partenza in linea, 7° nella staffetta), e a sei dei Campionati mondiali (11° nella staffetta a Chanty-Mansijsk 2011 il miglior risultato).
Annunciò il ritiro al termine della stagione 2014.

## Palmarès

### Mondiali juniores
- 2 medaglie:
  - 2 bronzi (staffetta a Kontiolahti 2005; sprint a Presque Isle 2006)

### Coppa del Mondo
- Miglior piazzamento in classifica generale: 30º nel 2010
- 1 podio (individuale):
  - 1 vittoria

#### Coppa del Mondo - vittorie
| Data             | Località  | Nazione | Spec. |
| ---------------- | --------- | ------- | ----- |
| 1º dicembre 2012 | Östersund | Svezia  | SP    |

Legenda:

SP = sprint